# Rudolf Macko

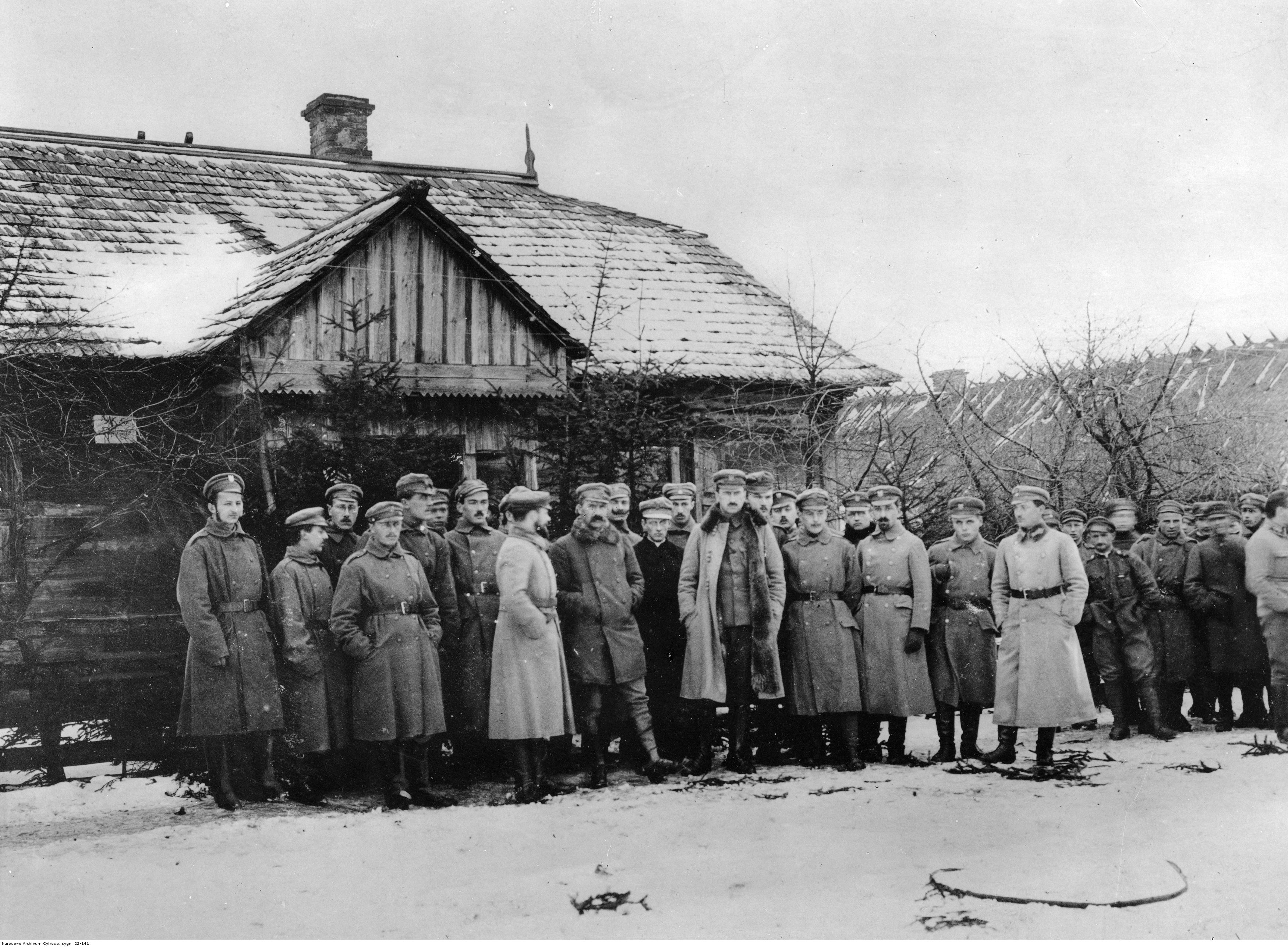
Rudolf Maćko wśród oficerów składających Józefowi Piłsudskiemu życzenia noworoczne

Rudolf Andrzej Macko (ur. 23 września 1892 w Tarnowie, zm. 21 grudnia 1917 w walce nad rzeką Piawą) – żołnierz armii austro-węgierskiej, oficer Legionów Polskich, kawaler Orderu Virtuti Militari.

## Życiorys
Syn Stanisława i Wiktorii z domu Sztark. Od 1912 należał do Związku Strzeleckiego w Tarnowie. W 1913 zakończył naukę w c. k. Gimnazjum w Tarnowie.
Zmobilizowany do armii austro-węgierskiej. Walczył na froncie I wojny światowej. We wrześniu 1914 w czasie bitwy pod Kraśnikiem zdezerterował i wstąpił do Legionów Polskich. 9 października tego roku został mianowany przez Józefa Piłsudskiego na stopień podporucznika. Służył w 1 pułku piechoty I Brygady, a następnie 5 pułku piechoty. 1 listopada 1916 został mianowany na stopień podporucznika piechoty.
Szczególnie odznaczył się 5 lipca 1915 w walce pod Polską Górą i Laskiem Polskim gdzie podczas wycofywania się wojsk polskich „był jednym z tych oficerów którzy skupili wokół siebie garść żołnierzy z różnych jednostek i kontratakami osłaniali nowe ugrupowanie wojsk własnych”. 17 maja 1922 za tę postawę został pośmiertnie odznaczony orderem wojskowym „Virtuti Militari" V klasy.
12 lipca 1917, po kryzysie przysięgowym, ze względu na miejsce zamieszkania, ponownie wcielony do armii austro-węgierskiej – 20 pułku piechoty i brał udział w walkach na froncie włoskim, gdzie poległ 21 grudnia 1917 nad rzeką Piawą „w czasie ataku samolotów włoskich na pozycje, jako komendant plutonu karabinów maszynowych". 
Został pochowany na cmentarzu wojennym austriackim w San Stino di Livenza.

## Ordery i odznaczenia
- Krzyż Srebrny Orderu Wojskowego Virtuti Militari nr 7174 – pośmiertnie, 17 maja 1922[10][8][11][12][2]
- Krzyż Niepodległości – pośmiertnie, 16 marca 1933 „za pracę w dziele odzyskania niepodległości”[13][8]
- Odznaka „Za wierną służbę”[3]